# Sävenäs station
För andra betydelser, se Sävenäs (olika betydelser).
Sävenäs är en järnvägsstation på Västra stambanan som ligger i Sävenäs i Göteborg. Den trafikerades fram till december 2024 av Göteborgs pendeltåg. Trafikalt är det ett hållställe inom driftplatsen Göteborg.
Det finns planer på att flytta stationen till Gustavsplatsen på Västlänkens spår ganska nära Gamlestaden efter det att Västlänken är klar 2026. Det ger gångavstånd till fler arbetsplatser och anslutningar till lokaltrafik. Pendeltågen som får nya spår när Västlänken är klar hindrar inte fjärrtågen på den platsen.